# 2009年1月

## 1月31日
- 索马里反对派组织索马里再次解放联盟领导人艾哈迈德在吉布提首都吉布提市举行的索马里总统选举中获胜，当选为新一任索马里总统。新华网（页面存档备份，存于）
- 泰國支持前首相他信的民間組織反獨裁民主聯盟下午在曼谷市中心區的王家田廣場舉行大規模集會，向政府施壓。新華社 Archive.today的存檔，存档日期2013-04-28
- 美国运动员小威廉姆斯在2009年澳大利亚网球公开赛女单决赛中以2比0战胜俄罗斯运动员萨芬娜获得冠军。新华网（页面存档备份，存于）

## 1月30日
- 北韓（朝鮮）和平統一委員會發佈強硬的聲明，全面廢除與南韓簽訂的所有軍事及政治協議，並指責南韓，將兩韓關係推向戰爭邊緣。黃海海域上的兩韓界線，即日起無效，同時北韓對於兩韓邊界持續增兵。南韓統一部發言人表示遺憾，並聲稱單方面放棄協議是無效的，呼籲北韓盡快展開雙邊對話。CNN（页面存档备份，存于）新华网1（页面存档备份，存于） 新华网2（页面存档备份，存于）
- 美国共和党选举前马里兰州副州长迈克尔·斯蒂尔作为主席，使其成为该党历史上首位非洲裔领袖。新华网（页面存档备份，存于） CNN（页面存档备份，存于）
- 英國林肯郡有煉油廠職工不滿資方引入意大利外勞而發動罷工，罷工已進入第三日，並引發全國17處地方逾2,000名工人加入聲援，要求將「英國工作如給予英國人」。泰晤士報[]、BBC（页面存档备份，存于）

## 1月29日
- 美國參議院以59票同意、0票反對，通過彈劾涉嫌出售總統奧巴馬辭任的國會參議員席位的州長羅德·布拉戈耶維奇，使他成為美國逾20年來首位被彈劾下台的州長。州長一職由副州長帕特·奎因繼任。芝加哥論壇報（页面存档备份，存于）
- 马达加斯加首都塔那那利佛和其它城市自1月26日爆发的大规模骚乱已造成至少44人死亡。新华网（页面存档备份，存于）
- 法國爆發工潮，抗議薩爾科齊政府的經濟政策。BBC（页面存档备份，存于）

## 1月28日
- 美國眾議院通過以244票對188票批准了8190億美元的《2009年美國復蘇和再投資法案》。紐約時報（页面存档备份，存于）
- 立陶宛的國家航空公司立陶宛航空宣佈破產。波羅的海時報（页面存档备份，存于）
- 以“构建危机后的世界”为主题的世界经济论坛2009年年会在瑞士滑雪胜地达沃斯拉开帷幕。新华网（页面存档备份，存于）

## 1月27日
- 中国第三个南极科学考察站昆仑站在南极内陆冰盖的最高点冰穹A地区落成，成为南极海拔最高的科学考察站。新华网（页面存档备份，存于）新华网（页面存档备份，存于）
- 第八届世界社会论坛年会在巴西北部城市贝伦开幕。本届论坛将持续6天，议题包括金融危机、环境保护和气候变化等问题。新华网（页面存档备份，存于）

## 1月26日
- 歐洲聯盟宣佈把伊朗的人民聖戰組織、巴勒斯坦的哈馬斯和斯里蘭卡的泰米爾伊拉姆猛虎解放組織剔除出其恐怖組織禁制名單。路透社（页面存档备份，存于）
- 埃塞俄比亞軍隊自索馬里拜多阿撤軍，返回埃方城鎮多洛。半島電視台（页面存档备份，存于）
- 全球最大制药公司、美国辉瑞公司宣布将以680亿美元收购惠氏制药公司。BBC中文网（页面存档备份，存于）
- 冰岛总理哈尔德宣布，鉴于冰岛面临的严重金融危机，他率领的联合政府集体辞职并立即生效。新华网（页面存档备份，存于）财讯[]

## 1月25日
- 斯里兰卡政府军攻占下泰米尔伊拉姆猛虎解放组织控制的最后一座主要城镇，穆莱蒂武区的首府穆莱蒂武。新华网（页面存档备份，存于）

## 1月24日
- 天主教教宗本篤十六世解除對四位主教的絕罰。他們是在1988年經馬塞·勒費弗爾祝聖晉牧的。美聯社（页面存档备份，存于）

## 1月23日
- 德國DRAM大廠奇夢達，由於無法即時完成紓困方案的談判，正式向德國政府聲請破產。yam天空新聞─中央社１（页面存档备份，存于）２（页面存档备份，存于）

## 1月22日
- 刚果民主共和国和卢旺达两国的军队在北基伍省发动联合军事行动后，将逃往卢旺达的刚果民主共和国反政府武装头目恩孔达抓获。新华网
- 美国总统奥巴马签署命令，将在一年内关闭关塔那摩监狱，以及禁止对恐怖犯罪嫌疑人使用酷刑。新华网（页面存档备份，存于）
- 中國毒奶粉事件一審判決結果出爐，前三鹿集團董事長被判處無期徒刑，併科罰金等。

## 1月20日
- 美國伊利諾伊州參議員巴拉克·奧巴馬在首都華盛頓宣誓就任第四十四任總統，成為美國史上首位非裔總統。彭博（页面存档备份，存于）美聯社
- 以色列完全自加沙地帶撤軍。澳洲人報

## 1月18日
- 台灣政府向每位國民發放3600元新台币的消費券，总值超过850亿元新台币，以刺激金融危机下的台湾经济。聯合新聞網BBC中文网（页面存档备份，存于）

## 1月17日
- 以色列总理奥尔默特宣布，以色列国防军将于1月18日在加沙地带实施和哈马斯之间的单边停火。新华网（页面存档备份，存于）

## 1月15日
- 全美航空公司一架空中巴士A320客机在纽约拉瓜蒂亚机场起飞后不久疑似因發動機吸入鳥隻，而被迫迫降於哈德逊河中，机上151人全部获救。新华网（页面存档备份，存于）

## 1月14日
- 中国国家统计局将2007年中国国内生产总值的现价总量修正为257,306亿人民币，按平均汇率计算，中国超越德国成为世界第三大经济体。网易（页面存档备份，存于）

- 世界第五大电信设备制造商加拿大北电网络公司向安大略省高级法院申请破产保护并已得到批准。新华网（页面存档备份，存于）

## 1月13日
- 在俄罗斯、乌克兰与欧盟三方代表签署了天然气过境传输监测协议之后，俄罗斯天然气工业股份公司恢复过境乌克兰向欧洲输送天然气。彭博（页面存档备份，存于）中国网（页面存档备份，存于）
- 在由《华尔街时报》和传统基金会评比的经济自由度全球排名中，香港第15年蝉联世界第一。BBC中文网（页面存档备份，存于）

## 1月12日
- 第66届金球奖颁奖典礼在美国好莱坞希尔顿酒店举行，英国导演博伊尔执导的电影《贫民窟的百万富翁》获得最佳剧情类影片、最佳导演、最佳编剧和最佳原创音乐奖四个奖项。新华网（页面存档备份，存于）

## 1月11日
- 俄罗斯、乌克兰与欧盟三方代表签署了一份协议，为俄罗斯恢复对欧洲的天然气供应铺平道路。BBC中文网（页面存档备份，存于）
- 印度尼西亚一艘从苏拉威西岛驶往加里曼丹岛的渡轮在遭受风暴袭击后沉没，只有22人获救，约250人失踪。中国新闻网（页面存档备份，存于）
- 斐济政府宣布因洪灾在维提岛西部实施紧急状态，当地自1月8日开始的洪灾已造成至少6人死亡，近万人紧急撤离。新华网 Archive.today的存檔，存档日期2013-04-28
- 砂拉越南部地區（古晉，三馬拉漢，成邦江部分區域）發生特大水災，截止2009年1月12日，總共有3773人被疏散。

## 1月9日
- 索马里海盗在收到船主支付的300万美元赎金后，释放了于2008年11月15日劫持的沙特阿拉伯天狼星号油轮及其船员。凤凰网（页面存档备份，存于）

## 1月8日
- 哥斯达黎加首都圣何塞附近发生里氏6.2级地震，造成至少15人死亡，32人受伤。中国新闻网（页面存档备份，存于）

## 1月5日
- 俄罗斯与乌克兰的天然气争端升级，俄罗斯天然气工业股份公司大幅削减过境乌克兰输往欧洲的天然气供应，许多欧洲国家因此受到影响。新华网（页面存档备份，存于）新华网 Archive.today的存檔，存档日期2013-04-28

## 1月4日
- 被奥巴马提名为美國新政府商务部长人选的新墨西哥州州长比爾·理查森，因被联邦大陪审团就加利福尼亚州一家公司因为帮助理查森的政治活动并赢得新墨西哥州提供的一项价值10亿美元的商业合同案进行调查，而递交提名撤消申请，并被奥巴马接受。理查森因对李文和案拒不认错，曾受到美籍华人的强烈抨击。新华网 Archive.today的存檔，存档日期2013-04-28

## 1月3日
- 以色列地面部队攻入加沙北部，打死约30名哈马斯成员，联合国准备召开紧急磋商会议。FOX NEWS
- 加纳最大在野党全国民主大会党候选人米尔斯在2008年12月28日举行的总统选举第二轮投票中战胜对手，当选为总统。新华网（页面存档备份，存于）
- 2009年达喀尔拉力赛在阿根廷布宜诺斯艾利斯正式发车，这是该项赛事首次在非洲和欧洲之外举行。中国新闻网
- 比特幣開始運行。

## 1月2日
- 斯里蘭卡軍方宣布，政府軍攻陷反政府武裝泰米爾之虎的大本營基利諾奇。泰晤士報[]
- 澳洲政府周六正式向美國表明，不會接收關塔那摩監獄收押的犯人。澳洲人報[永久]

## 1月1日
- 梵蒂冈宣佈因為意大利法律經常違背天主教教義，決定以後不再自動採納由意國議會通過的法律。BBC中文网（页面存档备份，存于）
- 斯洛伐克成為歐元區第十六個成員國。法新社
- 捷克接替法國成為歐盟輪任主席國。BBC（页面存档备份，存于）
- 伊拉克自美軍手中收回首都巴格達綠區和前總統府共和國宮的控制權。同時今日起美軍的行動需得到伊方同意。美聯社路透社（页面存档备份，存于）
- 英軍向伊拉克交出巴士拉機場的控制權。彭博（页面存档备份，存于）
- 俄羅斯天然氣工業股份公司宣佈完成停止向烏克蘭輸出天然氣。國際先驅論壇報（页面存档备份，存于）
- 泰国首都曼谷一家夜总会在举行的新年庆祝活动时发生火灾，造成至少59人死亡、212人受伤。新华网 Archive.today的存檔，存档日期2013-01-06